# Eero Somervuori
Eero Somervuori, född 7 februari 1979 i Träskända i Finland, är en finländsk före detta ishockeyspelare (forward). Somervuori har blivit finsk mästare vid två tillfällen; 1996/1997 med Jokerit och 2004/2005 med Kärpät. Han är högerskytt och draftades av Tampa Bay Lightning. Vidare har Somervuori varit utlandsproffs i HC Ambri-Piotta i Schweiz, Färjestads BK i Elitserien mellan hösten 2008 och våren 2009 och Brynäs IF mellan 2010 och 2011.

## Klubbar
- Jokerit (Helsingfors, Finland)
- HPK (Tavastehus, Finland)
- Hamilton Bulldogs (AHL)
- Kärpät (Uleåborg, Finland)
- HC Ambri-Piotta (Quinto, Schweiz)
- Färjestads BK (Karlstad, Sverige)
- Brynäs IF (Gävle, Sverige) (2009–2011)
- HIFK (Helsingfors, Finland)
- Esbo Blues (Esbo, Finland)